# Oiwa Kazuki
Oiwa Kazuki (大岩 一貴, sinh ngày 17 tháng 8 năm 1989) là một cầu thủ bóng đá người Nhật Bản thi đấu cho Vegalta Sendai.

## Thống kê sự nghiệp

### Câu lạc bộ
Cập nhật đến ngày 23 tháng 2 năm 2018.
| Câu lạc bộ       | Mùa giải | Giải vô địch | Giải vô địch | Cúp1    | Cúp1      | Cúp Liên đoàn2 | Cúp Liên đoàn2 | Tổng    | Tổng      |
| Câu lạc bộ       | Mùa giải | Số trận      | Bàn thắng    | Số trận | Bàn thắng | Số trận        | Bàn thắng      | Số trận | Bàn thắng |
| ---------------- | -------- | ------------ | ------------ | ------- | --------- | -------------- | -------------- | ------- | --------- |
| JEF United Chiba | 2012     | 33           | 2            | 3       | 0         | –              | –              | 36      | 2         |
| JEF United Chiba | 2013     | 26           | 1            | 0       | 0         | –              | –              | 26      | 1         |
| JEF United Chiba | 2014     | 38           | 1            | 5       | 0         | –              | –              | 43      | 1         |
| JEF United Chiba | 2015     | 35           | 2            | 3       | 0         | –              | –              | 38      | 2         |
| Vegalta Sendai   | 2016     | 33           | 1            | 1       | 0         | 5              | 0              | 39      | 1         |
| Vegalta Sendai   | 2017     | 34           | 3            | 1       | 0         | 10             | 0              | 45      | 3         |
| Tổng             | Tổng     | 199          | 10           | 13      | 0         | 15             | 0              | 227     | 10        |

1Bao gồm Cúp Hoàng đế Nhật Bản.
2Bao gồm J. League Cup.